# Bostantsi
Bostantsi (Bulgaars: Бостанци) is een dorp in Bulgarije. Zij is gelegen in de gemeente Tsjernootsjene in de oblast  Kardzjali. Het dorp ligt 12 km gen noorden van Kardzjali en 198 km ten zuidoosten van de hoofdstad Sofia.

## Bevolking
In de eerste volkstelling van 1934 registreerde het dorp 88 inwoners. Dit aantal verdubbelde tot een hoogtepunt van 164 personen in 1975. Op 31 december 2019 was het inwonersaantal gehalveerd tot 81 personen.
Alle 86 inwoners reageerden op de optionele volkstelling van 2011 en identificeerden zichzelf als Bulgaarse Turken (100%).
Van de 86 inwoners in februari 2011 werden geteld, waren er 14 jonger dan 15 jaar oud (16,3%), gevolgd door 55 personen tussen de 15-64 jaar oud (64%) en 17 personen van 65 jaar of ouder (19,8%).